# 明月湾村

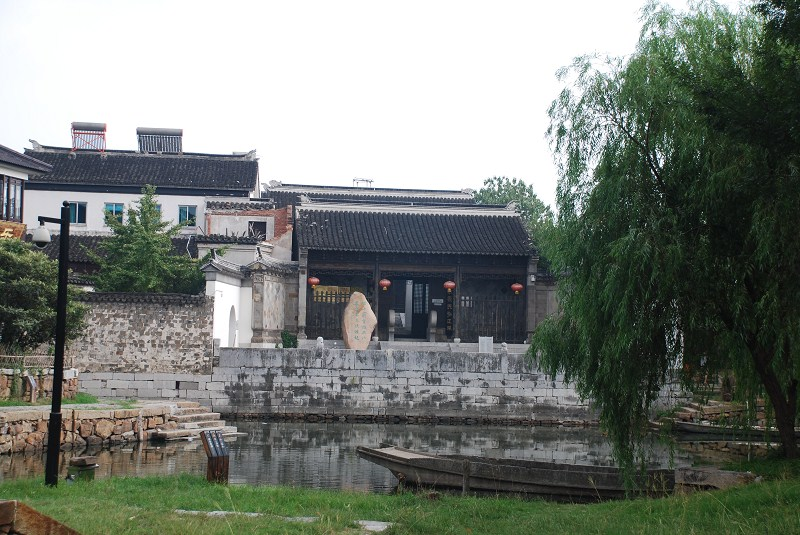

明月湾村是中国江苏省苏州市吴中区金庭镇南端石公村下辖的一个自然村，南面濒临太湖，东边是石公山，传说因吴王夫差携西施在此赏月而得名。明清两代，不少村民加入洞庭商帮经商致富，留下石板棋盘街和多处雕刻精美的明清古建筑。明月湾村被列为中国历史文化名村。